# David (Donatello)
David je název dvou soch biblického krále Davida od italského raně renesančního sochaře Donatella. Jedna je rané dílo z mramoru, znázorňující oblečeného hrdinu (1408–09), zatímco druhá, mnohem známější, je bronzový akt vytvořený nejdříve ve 40. letech 15. století. Obě jsou nyní v muzeu Bargello ve Florencii.  
Bronzový David o výšce 158 cm je první samostatně stojící sochařský mužský akt od antiky a první samostatně stojící bronzový odlitek renesance. Znázorňuje Davida s tajemným úsměvem a s Goliášovou hlavou u nohou. Mladý muž je zcela nahý kromě klobouku s vavřínovým věncem a opánků a v ruce drží Goliášův meč. K soše se nedochovaly žádné dobové písemné prameny, a proto jsou okolnosti jejího vzniku neznámé.